# هارولد لاند
هارولد لاند (بالإنجليزية: Harold Land)‏ هو عازف ساكسفون وعازف جاز وملحن وأستاذ جامعي أمريكي، ولد في 18 ديسمبر 1928 في هيوستن في الولايات المتحدة، وتوفي في 27 يوليو 2001 في لوس أنجلوس في الولايات المتحدة بسبب سكتة.

## وصلات خارجية
- الموقع الرسمي
- هارولد لاند على موقع IMDb (الإنجليزية)
- هارولد لاند على موقع ميوزك برينز (الإنجليزية)
- هارولد لاند على موقع أول ميوزيك (الإنجليزية)
- هارولد لاند على موقع ديسكوغز (الإنجليزية)